# Болгария на зимних Олимпийских играх 1992
Болгария принимала участие в зимних Олимпийских играх 1992 года в Альбервиле (Франция) в тринадцатый раз за свою историю, но не завоевала ни одной медали. Сборную страны представляли 30 спортсменов: 22 мужчины и 8 женщин. Знаменосцем на церемонии открытия была двукратный призёр чемпионата мира по биатлону 1991 года Ива Шкодрева.
Болгарки, которые являлись одними из мировых лидеров на рубеже 1980-х и 1990-х годов, были близки к наградам в биатлоне, в котором женщины впервые разыграли медали на Олимпийских играх. Надежда Алексиева заняла четвёртое место в спринте (первая в истории гонка женщин в биатлоне на Олимпийских играх) и пятое место в индивидуальной гонке. В эстафете болгарки заняли 4-е место после Франции, Германии и Объединённой команды.
Самым юным участником сборной была 15-летняя фигуристка Виктория Димитрова, самым старшим — 33-летний Владимир Брейчев.
Болгарские спортсмены приняли участие в состязаниях по 7 видам спорта:
- прыжки с трамплина: лучший результат у Емила Зографски на нормальном трамплине — 40 место.
- санный спорт:
  - мужчины: Илко Карачолов и Иван Карачолов — 17 место в мужских двойках
  - женщины: Албена Здравкова — 24 место
- фигурное катание: одиночница Виктория Димитрова заняла 18 место после короткой программы, 17 в произвольной программе и, набрав в общей сложности	26.0 баллов, заняла	17 место в итоговом протоколе.
- горнолыжный спорт: лучший результат показал Петр Дичев — 26 место в слаломе, 22 место в комбинации.
- биатлон:
  - женщины:
  - мужчины
- бобслей
- лыжные гонки

## Таблицы результатов

### Биатлон
Мужчины
| Соревнование | Спортсмен        | Промахи | Время   | Итоговое место |
| ------------ | ---------------- | ------- | ------- | -------------- |
| 10 км спринт | Спас Гулев       | 2       | 30:16.6 | 74             |
| 10 км спринт | Бойчо Попов      | 1       | 29:44.6 | 65             |
| 10 км спринт | Спас Златев      | 1       | 28:45.9 | 54             |
| 10 км спринт | Красимир Виденов | 1       | 28:04.0 | 35             |

| Соревнование | Спортсмен          | Время     | Промахи | Добавленное время | Итоговое место |
| ------------ | ------------------ | --------- | ------- | ----------------- | -------------- |
| 20 км        | Бойчо Попов        | 1’04:03.7 | 3       | 1’07:03.7         | 73             |
| 20 км        | Христо Воденичаров | 1’01:32.7 | 4       | 1’05:32.7         | 68             |
| 20 км        | Спас Златев        | 1’00:26.2 | 1       | 1’01:26.2         | 31             |
| 20 км        | Красимир Виденов   | 58:32.5   | 1       | 59:32.5           | 14             |

Эстафета 4 x 7.5 км у мужчин
| Спортсмены                                                 | Соревнование | Соревнование | Соревнование   |
| Спортсмены                                                 | Промахи1     | Время        | Итоговое место |
| ---------------------------------------------------------- | ------------ | ------------ | -------------- |
| Красимир Виденов Христо Воденичаров Спас Гулев Спас Златев | 0            | 1’31:49.6    | 14             |

Женщины
| Соревнование  | Спортсменка       | Промахи | Время   | Итоговое место |
| ------------- | ----------------- | ------- | ------- | -------------- |
| 7.5 км спринт | Ива Шкодрева      | 5       | 27:42.6 | 33             |
| 7.5 км спринт | Вера Вучева       | 1       | 27:01.0 | 23             |
| 7.5 км спринт | Сильвана Благоева | 2       | 25:33.5 | 8              |
| 7.5 км спринт | Надежда Алексиева | 0       | 24:55.8 | 4              |

| Соревнование  | Спортсменка       | Время   | Промахи | Добавленное время2 | Итоговое место |
| ------------- | ----------------- | ------- | ------- | ------------------ | -------------- |
| 15 километров | Сильвана Благоева | 51:42.3 | 5       | 56:42.3            | 25             |
| 15 километров | Ива Шкодрева      | 51:22.4 | 4       | 55:22.4            | 17             |
| 15 километров | Мария Манолова    | 52:10.6 | 3       | 55:10.6            | 16             |
| 15 километров | Надежда Алексиева | 51:30.2 | 1       | 52:30.2            | 5              |

Эстафета 3 x 7.5 км у женщин
| Спортсмены                                       | Дистанция | Дистанция | Дистанция      |
| Спортсмены                                       | Промахи1  | Время     | Итоговое место |
| ------------------------------------------------ | --------- | --------- | -------------- |
| Сильвана Благоева Надежда Алексиева Ива Шкодрева | 0         | 1’18:54.8 | 4              |